# Parailia
Parailia és un gènere de peixos pertanyent a la família dels esquilbèids.

## Distribució geogràfica
Es troba a Àfrica.

## Taxonomia
- Parailia congica (Boulenger, 1899)[3]
- Parailia occidentalis (Pellegrin, 1901)[4]
- Parailia pellucida (Boulenger, 1901)[5]
- Parailia somalensis (Vinciguerra, 1897)[6]
- Parailia spiniserrata (Svensson, 1933)[7][8][9][10][11][12][13]